# CALHM5
CALHM5 (англ. Calcium homeostasis modulator family member 5) – білок, який кодується однойменним геном, розташованим у людей на 6-й хромосомі. Довжина поліпептидного ланцюга білка становить 309 амінокислот, а молекулярна маса — 35 170.
| 10         |  | 20         |  | 30         |  | 40         |  | 50         |
| ---------- |  | ---------- |  | ---------- |  | ---------- |  | ---------- |
| MDAFQGILKF |  | FLNQKTVIGY |  | SFMALLTVGS |  | ERLFSVVAFK |  | CPCSTENMTY |
| GLVFLFAPAW |  | VLLILGFFLN |  | NRSWRLFTGC |  | CVNPRKIFPR |  | GHSCRFFYVL |
| GQITLSSLVA |  | PVMWLSVALL |  | NGTFYECAMS |  | GTRSSGLLEL |  | ICKGKPKECW |
| EELHKVSCGK |  | TSMLPTVNEE |  | LKLSLQAQSQ |  | ILGWCLICSA |  | SFFSLLTTCY |
| ARCRSKVSYL |  | QLSFWKTYAQ |  | KEKEQLENTF |  | LDYANKLSER |  | NLKCFFENKR |
| PDPFPMPTFA |  | AWEAASELHS |  | FHQSQQHYST |  | LHRVVDNGLQ |  | LSPEDDETTM |
| VLVGTAHNM  |  |            |  |            |  |            |  |            |

A: Аланін

C: Цистеїн

D: Аспарагінова кислота

E: Глутамінова кислота

F: Фенілаланін

G: Гліцин

H: Гістидин

I: Ізолейцин

K: Лізин

L: Лейцин

M: Метіонін

N: Аспарагін

P: Пролін

Q: Глутамін

R: Аргінін

S: Серин

T: Треонін

V: Валін

W: Триптофан

Кодований геном білок за функцією належить до іонних каналів. 
Задіяний у таких біологічних процесах, як транспорт іонів, транспорт. 
Локалізований у мембрані.